# Houssay, Mayenne
Houssay är en kommun i departementet Mayenne i regionen Pays de la Loire i nordvästra Frankrike. Kommunen ligger i kantonen Château-Gontier-Ouest som tillhör arrondissementet Château-Gontier. År 2022 hade Houssay 496 invånare.

## Befolkningsutveckling
Antalet invånare i kommunen Houssay
| Referens: INSEE |